# Робери, Ульриш
Ульриш Робери (фр. Ulrich Robeiri, род. 26 октября 1982) — французский фехтовальщик-шпажист, семикратный чемпион мира (шесть раз в командном и в 2014 году в личном турнире), двукратный чемпион Европы и чемпион Олимпийских игр в командных турнирах.

## Биография
Родился в 1982 году в Кайенне (Французская Гвиана). В 2003 году стал бронзовым призёром чемпионата мира. В 2005 и 2006 годах становился чемпионом мира. В 2007 году стал обладателем золотой медали чемпионата мира, а также бронзовой медали чемпионата Европы. В 2008 году стал чемпионом Европы и чемпионом Олимпийских играх в Пекине. В 2009 году стал чемпионом мира и серебряным призёром чемпионата Европы. В 2010 году вновь стал чемпионом мира. В 2012 году стал серебряным призёром чемпионата мира. В 2013 году стал обладателем бронзовых медалей чемпионатов мира и Европы. На чемпионате мира 2014 года стал обладателем двух золотых медалей.